# Pedro de Ortega y Sotomayor
Pedro de Ortega y Sotomayor (falecido em 1658) foi um prelado católico romano que serviu como Bispo de Cuzco (1651–1658), Bispo de Arequipa (1647–1651) e Bispo de Trujillo (1645–1647).

## Biografia
Pedro de Ortega y Sotomayor nasceu em Lima, no Peru. No dia 19 de fevereiro de 1645, foi escolhido pelo rei da Espanha como bispo de Trujillo e, a 21 de agosto de 1645, foi confirmado pelo Papa Inocêncio X. No dia 30 de setembro de 1646, foi consagrado bispo por Pedro de Villagómez Vivanco, arcebispo de Lima. A 26 de dezembro de 1647, foi nomeado bispo de Arequipa durante o papado do Papa Inocêncio X. A 27 de novembro de 1651, foi nomeado durante o papado do Papa Inocêncio X como Bispo de Cuzco. Serviu como Bispo de Cuzco até à sua morte em 1658.
Enquanto sacerdote, ajudou na consagração de Francisco de la Serna, bispo do Paraguai (1637), e Gaspar de Villarroel, bispo de Santiago do Chile (1638).